# 棱龙属
棱龙（学名：Goniosaurus）是蛇颈龙类已灭绝的一个属，来自晚白垩世（马斯特里赫特阶）的荷兰涅库姆白垩岩（Nekum Chalk）。迄今描述的唯一物种宾氏棱龙（G. binskhorsti），已知化石仅含赫尔曼·迈尔（Hermman Meyer）描述的一颗扁平细长的牙齿和一颗归入牙齿以及一节颈椎，表明棱龙和许多其它欧洲晚白垩世蛇颈龙一样属于薄板龙科。